# Daniel Erhard Günther
Daniel Erhard Günther (* 11. Juni 1752 in Solingen; † 7. August 1834 anderes Datum 11. August 1834 in Duisburg) war ein deutscher Mediziner und Hochschullehrer.

## Leben

### Familie
Daniel Erhard Günther war das jüngste Kind des Solinger Stadtsyndikus Matthias Gerhard Günther (* 19. Juni 1701 (Taufdatum) in Gemünd in der Eifel; † 18. August 1759 in Solingen) und dessen Ehefrau Anna Maria (* 16. November 1710 (Taufdatum) in Solingen; † 25. August 1771 ebenda), Tochter des Amtsphysikus Erhard Brunner (ca. 1678–1728); er hatte noch sechs Geschwister. Seine Schwester Anna Maria Dorothea Gertrud Günther (* 1744) war mit dem Mediziner Johann Peter Brinckmann verheiratet; seine Schwester Maria Magdalena Barbara Günther war mit dem Duisburger Theologieprofessor Johann Clemens Christoph Lohmann (1744–1777) verheiratet.
Er war in erster Ehe seit dem 9. Mai 1781 mit Eleonora Elisabeth Mathilda (* 2. August 1757 oder 1759 in Frankfurt am Main; † 22. März 1799), Tochter von Jakob Georg Koch (1721–1782), verheiratet; gemeinsam hatten sie neun Kinder, von diesen sind namentlich bekannt:
- Eleonora Elisabeth Günther (* 26. März 1788 in Duisburg; † 1. Februar 1865), verheiratet mit dem Apotheker Karl Philipp Hoerle (1781–1847)
- Friedrich Günther (* 29. Januar 1791 in Duisburg; † 3. November 1848 in Düren), Arzt und seit 1831 Oberbürgermeister von Düren;
- Christian Ludwig Günther (* 13. Februar 1795 (Taufdatum)[3] ; † 1858), Armenarzt in Düsseldorf, dieser hinterließ eine Sammlung medizinischer Literatur, die aus 907 Werken bestand und 1892 von dessen Erben der Bibliothek Düsseldorf geschenkt wurde; heute befindet sich die Sammlung als Günther-Bibliothek[4] in der Universitätsbibliothek Düsseldorf[5].
- Amalia Carolina Günther (* 13. August 1798 in Duisburg; † 30. Juni 1874), verheiratet mit dem Oberkonsistorialrat Ernst Friedrich Ball (1799–1885).

Die Kinder wurden durch den Hauslehrer Friedrich Gerhard Petrus Hasenkamp (1771–1826) unterrichtet, der später Rektor der Lateinschule Lengerich wurde.
Seit 1801 war er in zweiter Ehe mit Maria Agnes (* 25. Juni 1746 in Eschweiler; † 14. Oktober 1811 in Duisburg), Tochter des Kaufmanns Johann Wilhelm Peltzer (1714–1783), verheiratet.

### Werdegang
Daniel Erhard Günther besuchte die Schule in Solingen und wurde durch den Philologen Johann Christoph Fincke auf die Universität vorbereitet.
Er immatrikulierte sich 1768 an der Universität Duisburg zu einem Medizinstudium und setzte das Studium an der Universität Göttingen fort. Nach seiner Rückkehr an die Universität Duisburg promovierte er am 25. September 1772 mit seiner Dissertation Signa Ex Lingua zum Dr. med. Nach seiner Promotion besuchte er noch verschiedene medizinischen Einrichtungen in Wien, Straßburg, Berlin und London, von wo er als Doctor legens (Privatdozent) wieder nach Duisburg zurückkam.
Er ließ sich als Arzt in Frankfurt am Main nieder und wurde am 4. Mai 1778 als ordentlicher Professor der Medizin an die Medizinische Fakultät der Universität Duisburg berufen; dort lehrte er bis zur Aufhebung der Universität am 18. Oktober 1818; in dieser Zeit übte er siebenmal das Amt des Rektors aus.
Zu seinen Studenten gehörte unter anderem Friedrich Bird; Johann Georg Müller promovierte bei ihm.
Sein Porträt befindet sich im Kultur- und Stadthistorischem Museum Duisburg.

### Berufliches Wirken
Daniel Erhard Günther war ein anerkannter und einer der beliebtesten Lehrer der Universität, so berichtete Graf Heinrich von Borcke 1806 an seine Regierung, "der Ruf Günther’s hat die Universität aufrecht erhalten, alle dortigen Studenten der medicinischen Facultät sind nur um Günther’s willen nach Duisburg gekommen".
Seine Patienten, die von ihm behandelt werden wollten, waren aus allen Ständen und reisten auch aus Holland und England an.
Er stand unter anderem im Schriftverkehr mit dem Philosophen Friedrich Heinrich Jacobi.
Seine Schrift Cerebri et nervorum distributionis expositio wurde von Heinrich Wilhelm Pottgießer (1766–1829) als Entwurf der anatomischen Nervenlehre 1789 übersetzt.
Er hinterließ eine Sammlung von pathologischen und physiologischen Präparaten, die seine Nachkommen der medizinisch-chirurgischen Lehranstalt (heute Medizinische Fakultät der Universität Münster) in Münster schenkten; die Sammlung wurde als Günthersches Vermächtnis im dortigen anatomischen Museum gesondert ausgestellt.

### Ehrungen und Auszeichnungen
- Aufgrund der Mildtätigkeit von Daniel Erhard Günther erhielt er 1822 zu seinem fünfzigjährigen Doktordiplom von der Stadt Duisburg eine goldene und eine silberne[14] Gedenkmedaille.
- Der König verlieh ihm 1822 den Roten Adlerorden 3. Klasse.
- 1822 erhielt er auch von der Universität Bonn ein erneutes Doktordiplom.
- 1832 erhielt er die Schleife zum Roten Adlerorden.
- Mit Spenden der Bürgerschaft wurde aus Anlass von Daniel Erhard Günthers Goldenem Dienstjubiläum 1822 ein Krankenhaus errichtet, das den Namen Günthersche Krankenstiftung erhielt, die 1835 zur Günther-Carstanjenschen Krankenstiftung erweitert wurde.
- 1910 benannte die Stadt Duisburg zu Ehren von Daniel Erhard Günther die Kronprinzenstraße in Güntherstraße um.[15]

## Mitgliedschaften
- Im August 1817 wurde Daniel Erhard Günther von der Gesellschaft zur Beförderung der gesamten Naturwissenschaften in Marburg zum Ehrenmitglied ernannt.

## Schriften (Auswahl)
- Signa Ex Lingua. 1772.
- Eruditio Tua, ingenii acumen, & summa in moribus. 1782.
- Cerebri et nervorum distributionis expositio. Duisburg 1786.
- Entwurf der anatomischen Nervenlehre. 1789.